# Епифаний Киевски
Епифаний (на украински: Епіфаній) е предстоятел на Украинската православна църква с титлата на Митрополит Киевски и на цяла Украйна. Епифаний е доктор по богословие и професор в катедрата по библейски и филологически дисциплини на Православната богословска академия в Киев, член на Националния съюз на журналистите в Украйна и Международната федерация на журналистите

## Биография
Роден е на 3 февруари 1979 година в село Волково, Ивановски район (Одеска област) със светското име Сергий Петро́вич Думе́нко.
През 1996 г. постъпва в Киевската духовна семинария, която завършва през 1999 г. с отличие, а после постъпва в Киевската теологична академия, която завършва през 2003 г. Успешно защитава докторска дисертация в Катедрата по църковно право на тема: „Изграждане на църковните канонични колекции от Доникейськи период и характеристики“ и научният съвет му присъжда докторска степен по богословие. През 2006-2007 г. учи в Националния университет на Атина (Гърция) във Факултета по философия. Говори освен майчиния си украински език, също и гръцки, английски и руски.

### Служение в УПЦ КП
От 1 юли 2003 до 31 декември 2005 година заема поста секретар-референт на Ривненското епархиално управление и е личен секретар на митрополит Ривненски и Острозки Даниил (Чокалюк).От 26 август 2003 до 31 декември 2005 година е преподавател в Ривненската духовна семинария, също така заема поста старши помощник инспектор.
2005 — заема поста прессекретар на Ривненското епархиално управление.
През 2003–2005 — редактор на интернет-проекта «Рівне Православне» ("Ривне Православно") - официалния сайт на Ривненската епархия и член на редакционната колегия на църковно-религиозния вестник «Духовна нива» - официалния печатен орган на Ривненската епархия.
На 8 декември 2005 година е приет в Националния съюз на журналистите на Украйна.
През 2006 година започва да преподава гръцки език в Киевската православна богословска академия и става послушник в Свято-Михайловския Златовръх манастир.
През 2007 е назначен за завеждащ катедра по филология в Киевската православна теологична академия.
На 21 декември 2007 година с благословията на патриарх Филарет Киевски архиепископ Переяслав-Хмелницки Димитрий в Златовръхия манастир „Свети Архангел Михаил“ постригва Сергий Думенко за монах под името Епифаний — в чест на свети Епифаний Кипърски.
На 6 януари 2008 година в Събора "Свети Владимир" в град Киев патриарх [[[Филарет Киевски]] го ръкополага в сан йеродиякон, а на 20 януари 2008 година в сан йеромонах.
На 25 януари 2008 година с Указ е назначен за секретар на Патриарх Киевски и на цяла Рус-Украйна Филарет Киевски.
На 16 март 2008 година е възведен в сан архимандрит.
На 20 март 2008 година е назначен за настоятел на Видубицкия мъжки манастир "Свети Михаил" в град Киев.
На 30 май 2008 година е назначен за управляващ делата на Киевската Патриаршия.
На 7 октомври 2008 година му е присвоено званието доцент на Киевската православна богословска академия.

Преди да бъде избран за предстоятел на епархията на 15 декември 2018 г. е епископ на Украинската православна църква Киевска патриаршия – управител на манастира „Свети Михаил Видубичи“ (2008-2018), помощник-епископ на епископ Вишгород (от 2009 до 2010 г.), Митрополит Переяславски Белоцерковски (2010-2018), патриаршеския викарий на правата на епархийския митрополит (2013-2018).
На 15 декември 2018 година е избран за предстоятел на Православната Църква на Украйна, която към 25.10.2020 остава непризната от мнозинството повсеместни църкви.